# Franz Kaplan
Franz Kaplan (* 1. Juni 1899 in Dresden; † 2. Juli 1986 ebenda) war ein deutscher Maler und Graphiker der Verschollenen Generation.

## Leben und Werk
Franz Kaplan war von 1916 bis 1922 Schüler der Kunstakademie Dresden bei den Professoren Richard Müller, Ferdinand Dorsch und Otto Hettner. Direkt nach Abschluss seiner Kunstausbildung unternahm er Reisen in Europa; 1922 nach Italien, von 1923 bis 1925 hielt er sich in Frankreich auf. Unstimmigkeiten mit einem Pariser Kunsthändler, für den er vertraglich arbeitete, zwangen ihn zur Weiterreise. Nach einem Zwischenaufenthalt in der Schweiz arbeitete er ab 1928 bis zu seinem Tod freischaffend in Dresden, wo er mehrfach seinen Wohnsitz wechselte. In den Anfangsjahren ab 1920 lag der Schwerpunkt der Malerei Kaplans auf Stillleben und Landschaften im Stil des deutschen Expressionismus. Viele Werke entstanden in seinem Umfeld, besonders die Ansichten über die Elbe von und nach Loschwitz beschäftigten ihn in vielen Arbeiten.
Wegen zunehmender Verunglimpfung seiner Arbeiten während der Zeit des Nationalsozialismus zog er sich zurück und stellte nicht mehr aus. Beim Bombenangriff auf Dresden im Februar 1945 wurde sein Atelier zerstört und etwa 1200 Werke, sein gesamtes Lebenswerk, wurden vernichtet.
Seit Verlust seines Lebenswerks lebte er zurückgezogen und misstrauisch, seit 1945 malte er keine Ölbilder mehr. Er wandte sich dem Porträt zu und malte viele seiner beim Bombenangriff zerstörten Ölgemälde aus der Erinnerung in Temperamalerei nach. 
In der DDR war Kaplan Mitglied des Verbands Bildender Künstler der DDR. Er wurde aber nur sporadisch zu Ausstellungen zugelassen, weil seine expressionistische Kunst auch in der DDR nicht erwünscht war. Er hatte in Dresden Ausstellungen in der Galerie Kühl und der Galerie „Kunst der Zeit“ und war 1972 an der Bezirkskunstausstellung beteiligt. In Berlin war er wohl auf einer der großen Ausstellungen im Ausstellungszentrum am Fernsehturm vertreten. Einige wenige Arbeiten konnte Kaplan an die Technische Universität Dresden, den Rat der Stadt und andere öffentliche Einrichtungen als Auftragswerke verkaufen.
Kaplans Grab befindet sich auf dem Loschwitzer Friedhof.

## Werke (Auswahl)
- Zwei Masken und Fächer (um 1930, Tempera auf Karton, 41 × 54 cm)[1]